# حديقة حيوان كفر الشيخ
حديقة حيوان كفر الشيخ، هي إحدى حدائق الحيوان في مصر وتتبع الادارة المركزية لحدائق الحيوان.

## تسجيلات فيديو
- حديقة حيوان كفر الشيخ على يوتيوب

## فيسبوك
- رابطة اوار  على فيسبوك.
- Help rescue animals in Egypt Zoos  على فيسبوك.
- الهيئة العامة للخدمات البيطرية بجمهورية مصر العربية  على فيسبوك.

## وصلات خارجية
- مناشدة لـ«مرسى» لإنقاذ حدائق الحيوان: يا دى الذل ويا دى العار ، جريدة الوطن في 26 يوليو 2012
- يوميات الاخبار: حديقة للحيوان أم وصمة في الجبين؟ فما بالك بسبع منها؟ ، الأخبار في 2 أغسطس 2012
- حديقة صنعاء والحيوان مجاناً بكفر الشيخ ، اخوان كفر الشيخ في 25 أكتوبر 2010
- حيوانات من جنوب أفريقيا لإنقاذ حديقة حيوان كفر الشيخ ، اليوم السابع في 15 يونيو 2009